# The Beast Within: A Gabriel Knight Mystery
The Beast Within: A Gabriel Knight Mystery is een point-and-click adventure van het type interactieve film ontwikkeld en uitgebracht in 1995 door Sierra On-Line voor MS-DOS en Apple Macintosh. Later kwam er nog een versie uit voor Microsoft Windows. Het spel is volledig in Full Motion Video.

## Spelbesturing
Het spel volgt over het algemeen de principes van een klassiek avonturenspel waarbij de speler conversaties moet aangaan met andere personages om informatie te bekomen. Er dienen voorwerpen gezocht te worden die men in een inventaris kan steken. Die voorwerpen dient men, al dan niet gecombineerd tot een nieuw voorwerp, te gebruiken in het spel om puzzels op te lossen. Het spel bestaat uit 6 hoofdstukken waarbij de speler afwisselend Gabriel Knight of Grace Nakimura aanstuurt.

## Synopsis
Gabriel Knight, eigenaar van een boekenwinkel en schrijver, heeft een kasteel geërfd in een Duits stadje. Volgens de dorpsbewoners is een weerwolf verantwoordelijk voor de mysterieuze dood van een jong meisje. Gabriel en zijn assistente Grace gaan op onderzoek.

## Trivia
- Het spel is opgenomen in het boek 1001 Video Games You Must Play Before You Die van Tony Mott.